# Bismarcktornet i Szczecin

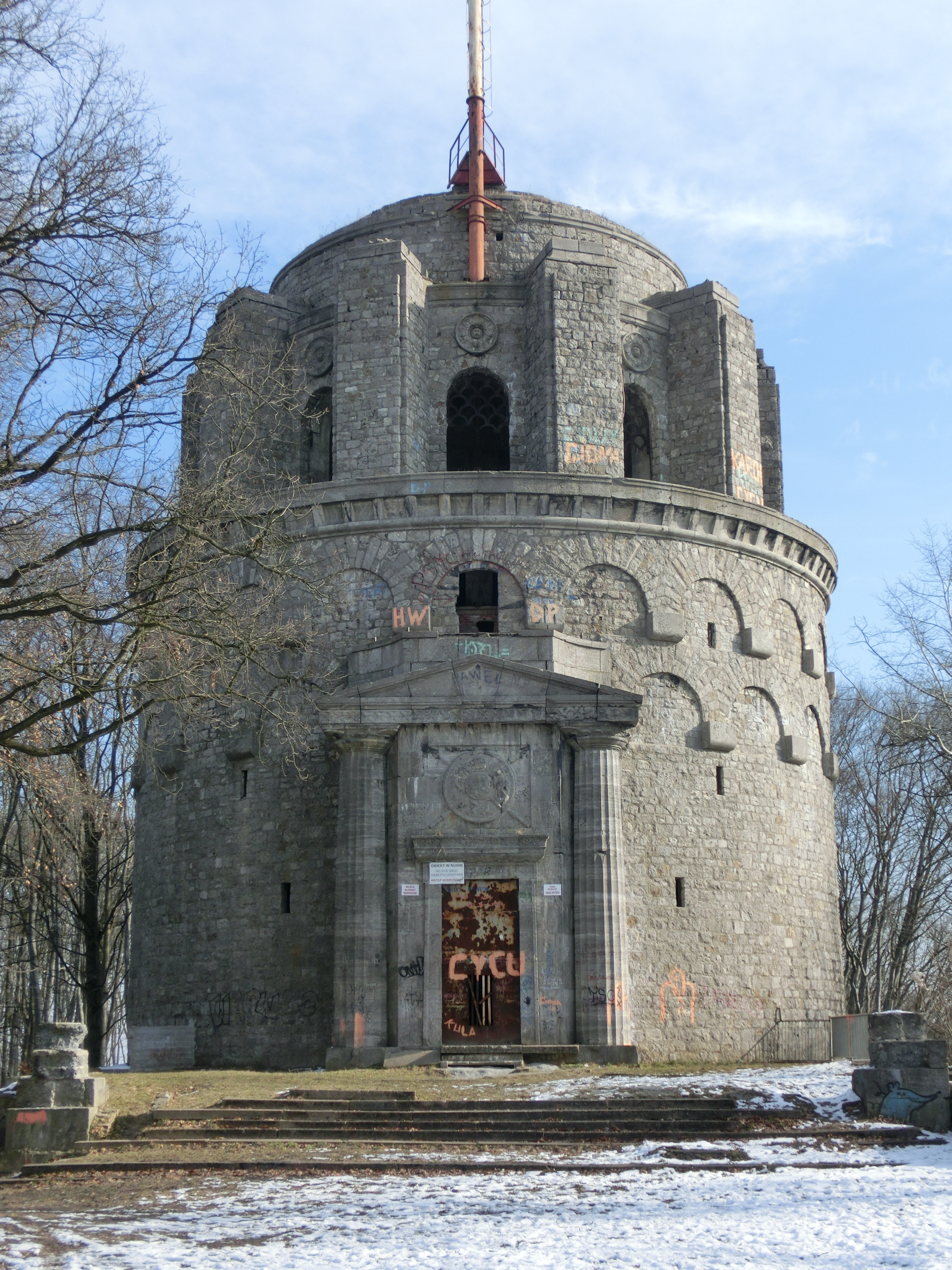

Bismarcktornet i Szczecin eller Bismarcktornet i Stettin (även känd som Stettiner Bismarckturm) är ett av de flera torn som byggdes 1913 i Kejsardömet Tyskland till minne av den tyska/preussiska rikskanslern Otto von Bismarck.

## Historia
Bygget av tornet tog vid år 1913 och färdigställdes år 1921. Detta är till minne av kände tyske ledaren ("järnkanslern") Otto von Bismarck som gjorde stora insatser för bildandet av Kejsardömet Tyskland. Efter Tysklands förlust i andra världskriget och skapandet av Oder–Neisse-linjen, beslöts det under Potsdamkonferensen att Stettin skulle tillfalla Polen, som kompensation för att de inte fick Königsberg (som ursprungligen var tänkt att bli polskt enligt Jaltakonferensen, men som blev ryskt).